# سیارک ۴۵۱۶
سیارک ۴۵۱۶ (به انگلیسی: 4516 Pugovkin، نامگذاری:1973SN6) چهار هزار و پانصد و شانزدهمین سیارک کشف شده‌است که در ۲۸ سپتامبر ۱۹۷۳ کشف شد.
قدر مطلق سیارک برابر ۱۲٫۶۰ است.